# Spyker Cars
Spyker Cars N.V. es un constructor de vehículos artesanal neerlandés, fundado en 1999 y que en diciembre de 2014 se declaró en bancarrota. Esta marca no estuvo relacionada con la compañía del mismo nombre Spyker, que cerró en 1926.

## Historia
La compañía original Spyker, se iniciada en 1880 por dos hermanos, uno de ellos llamado Hendrik Spijker quien murió en 1905 cuando venía en el ferry SS Berlín (1894) que se hundió en una isla cerca de la ciudad portuaria de Hook Of Holland, él al morir no dejó la herencia de la empresa y esta terminó su actividad en 1925, pero el 17 de octubre de 2000 el empresario neerlandés Victor Muller hizo renacer la compañía con el Spyker C8 presentado en el Birmingham Motor Show. En 2006, adquirió el equipo Midland de Fórmula 1. Al finalizar dicha temporada, con esta estructura crearon Spyker F1 Team, que compitió únicamente ese año.
A principios de 2010, Spyker anunció que compraba la empresa de automóviles sueca Saab (que pasaba por graves problemas económicos) a General Motors (GM), por 54 millones de euros en metálico y 326 millones de acciones. En 2009 el Spyker C8 Laviolette GTR2 finalizó 5° en su clase en las 24 Horas de Le Mans pero el 14 de diciembre de 2014 el tribunal de Midden-Nederland concedió la petición de bancarrota formulada por el administrador de la firma afectando tanto a la propia Spyker NV como a las filiales Spyker Event&Branding NV y Spyker Automobiles BV.

## Automóviles
- Spyker C8
- Spyker D8

- Spyker C12 Zagato
- Spyker B6 Venator